# Yukon Quest
La Yukon Quest è una corsa con i cani da slitta che si tiene ogni anno a febbraio. la gara parte da Fairbanks (Alaska) e termina a Whitehorse (Yukon) in Canada. Il percorso e lungo circa 1600 km e i migliori musher impiegano circa 11 giorni per concludere la gara. La Yukon Quest è una gara molto impegnativa poiché si svolge a temperature medie di - 40 °C con punte di - 74 °C.